# Chiesuola

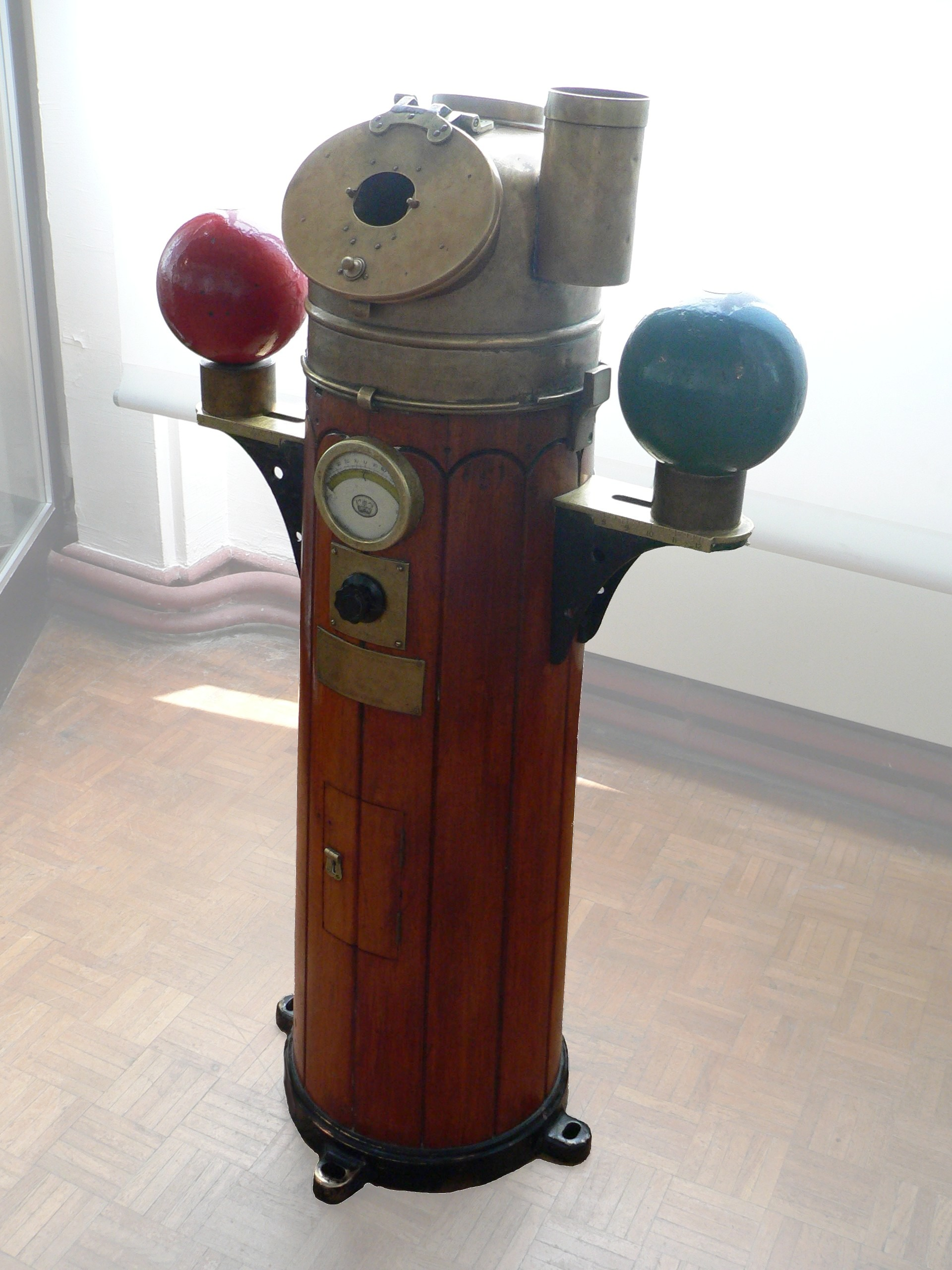

La chiesuola è una bussola al traverso: trattasi di una colonna in teak di circa 130 cm di altezza, con illuminazione interna per la lettura della bussola al buio, con la parte superiore in rame od ottone fatta a forma di cupola apribile.
La parte superiore della colonna contiene all'interno una bussola magnetica graduata con fondo a vetro (per il passaggio della luce notturna e la lettura della gradazione), posizionata su un giunto cardanico formato da due coppie di perni ortogonali tra loro in modo da compensare l'oscillazione della nave, ed inseriti su molle in metallo arcuate per attutire le vibrazioni.
Ai lati della cupola in metallo e fissate sul legno, vi sono due aste sempre in rame/ottone (si usano sempre questi metalli amagnetici) sulle quali vengono posizionate due sfere in ferro (sfere di thompson) , normalmente una di colore verde e l'altra rossa (dritta e sinistra) che servono a compensare il magnetismo creato dal metallo dello scafo.
Sempre nella parte in legno del basamento, al momento della calibrazione della bussola vengono inseriti dei piccoli magneti di compensazione, tenendo conto del campo magnetico terrestre e del campo magnetico dello scafo.